# Estat (política)
|  | Aquest article tracta sobre la definició general d'estat. Vegeu-ne altres significats a «Estat (desambiguació)». |

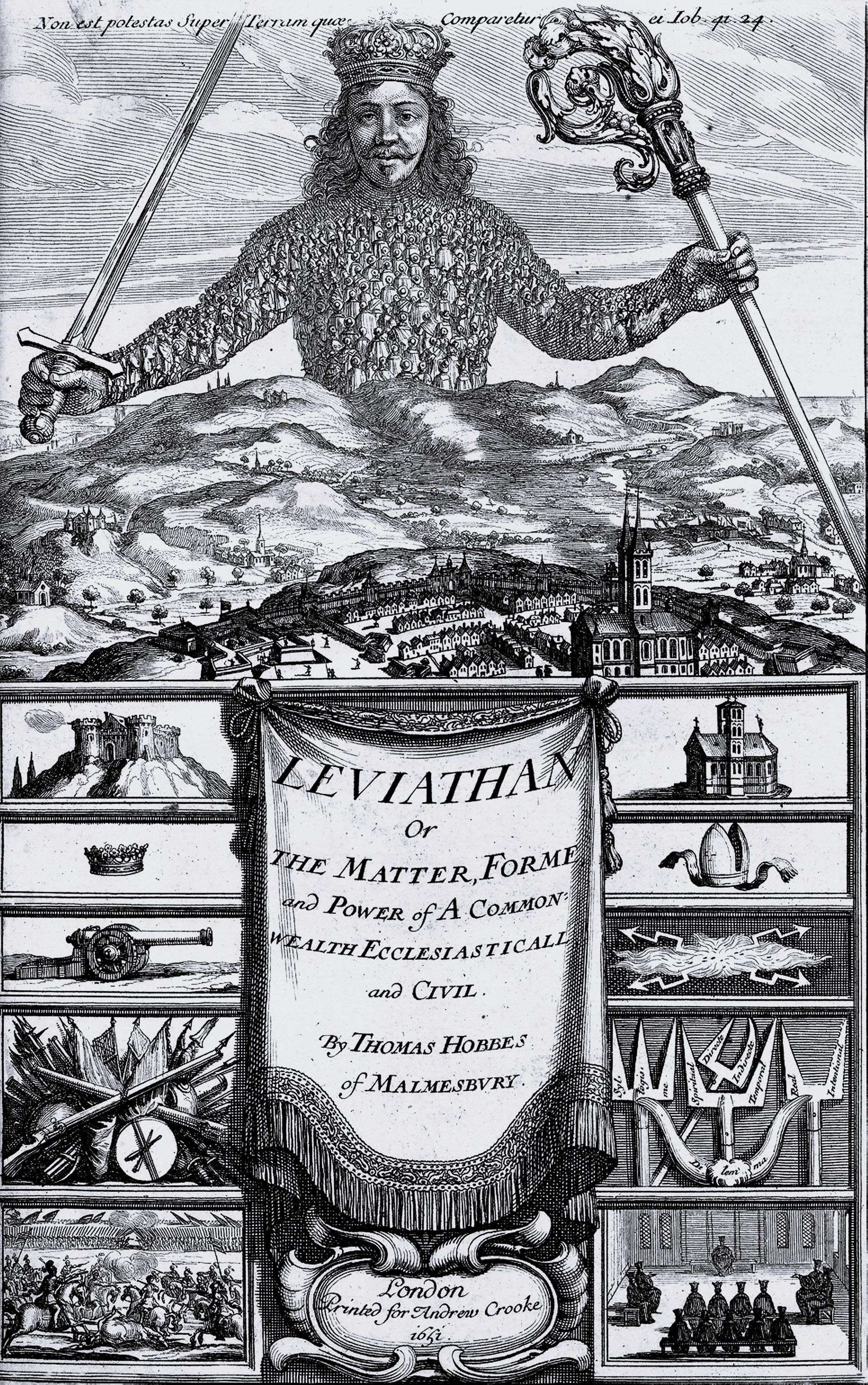
Portada de l'obra "Leviatan" de Thomas Hobbes, considerat el primer tractat modern de filosofia política.

Un estat és una unitat política sota un sistema de governança. No hi ha una definició indiscutible sobre què és un estat. Una definició àmpliament utilitzada és la del sociòleg alemany Max Weber segons el qual un "estat" és una unitat política que manté el monopoli de l'ús legítim de la violència tot i que hi ha altres definicions menys freqüents.
Alguns estats són sobirans, són estats sobirans, mentre que altres estan sotmesos a sobirania externa o hegemonia, on l'autoritat suprema depèn d'un altre estat. El terme "estat" també s'aplica als estats federats que són membres d'una federació, en què la sobirania es comparteix entre els estats membres a través d'un organisme federal.
La major part de la població humana existeix en un sistema estatal des de fa mil·lennis tot i que durant la major part de la prehistòria es vivia en societats apàtrides. Els primers estats van sorgir fa uns 5.500 anys en combinació amb el ràpid creixement de les ciutats, la invenció de l'escriptura i la codificació de noves formes de religió. Amb el pas del temps, es van desenvolupar diverses formes, emprant diverses justificacions per a la seva existència (com ara el dret diví, la teoria del contracte social, etc.). L'estat nació modern és la forma d'estat predominant al segle xxi.

## Etimologia
La paraula estat i les paraules similars d'altres llengües europees (stato en italià, estado en espanyol i portuguès, état en francès, Staat en alemany, state en anglès) deriven en última instància de la paraula llatina status, que significa "condició, circumstàncies".
Amb el renaixement del dret romà a l'Europa del segle xiv, el terme va passar a indicar la posició legal de les persones (com els diversos “estaments del regne” - nobles, comuns i clericals), i en especial a l'estatus especial del rei. Les classes altes, generalment les que tenien més riquesa i rang social, eren les que ostentaven el poder. La paraula també tenia associacions amb idees romanes (que es remuntaven a Ciceró) sobre la Res publica o els assumptes públics. Amb el temps, la paraula va passar a referir-se a grups socials concrets i es va associar amb l'ordre legal de tota la societat i amb l'aparell de la seva aplicació.
Les obres de Maquiavel (sobretot El príncep) del segle xvi van tenir un paper central en la popularització de l'ús de la paraula "estat" de manera similar al seu sentit modern. La separació entre l'Església i l'Estat data del segle xvi. Les Tretze Colònies nord-americanes van ser anomenades "estats" des de la dècada de 1630. L'expressió L'Etat, c'est moi ("jo sóc l'Estat") atribuïda a Lluís XIV de França és probablement apòcrifa, registrada a finals del segle xviii.

## Definició
No hi ha un consens acadèmic sobre la definició més apropiada d'estat. El terme es refereix a un conjunt de diferents teories sobre una certa gamma de fenòmens polítics, aquestes teories no només es troben relacionades entre elles sinó que sovint se superposen. L'acte de definir aquest terme pot ser vist com a part d'un conflicte ideològic, perquè definicions diferents porten a diferents teories sobre la funció de l'estat, i, per tant, serveixen per a validar diferents estratègies polítiques.

### Definicions dels clàssics
1. Ciceró: És una multitud d'homes lligats per la comunitat del dret i de la utilitat.

1. Sant Agustí: És una reunió d'homes dotats de raó i enllaçats en virtut de la comuna participació de les coses que estimen.
2. J. Bodino: És un conjunt de famílies i les seves possessions comunes governades per un poder de comandament segons la raó.
3. F. C. von Savigny: És la representació material d'un poble.
4. I. Kant: És una varietat d'homes sota lleis jurídiques.
5. F. Oppenheimer: És la institució social imposada pel grup victoriós al derrotat, amb el propòsit de regular el seu domini i d'agrupar-se contra la rebel·lió interna i els atacs de l'exterior.
6. F. Lasalle: L'Estat és la gran associació de les classes pobres.
7. T. Hobbes: Una persona dels actes de la qual una gran multitud, per pactes mutus realitzats entre si, ha estat instituïda per cadascun com a autor, a fi que pugui utilitzar la fortalesa i mitjans de tots, com la jutgi oportú, per assegurar la pau i la defensa comuna.
8. L. Duguit: És una corporació de serveis públics controlada i dirigida pels governants.
9. G. W. F. Hegel: L'Estat és la consciència d'un poble.
10. H. Grocio:L'associació perfecta d'homes lliures units per gaudir dels seus drets i per a la utilitat comuna. És l'associació política sobirana que disposa d'un territori propi, amb una organització específica i un suprem poder facultat per crear el dret positiu.
11. Karl Marx: L'Estat no és el regne de la raó, sinó de la força; no és el regne del ben comú, sinó de l'interès parcial; no té com a fi el benestar de tots, sinó dels quals posseeixen el poder; no és la sortida de l'estat de naturalesa, sinó la seva continuació sota una altra forma. Abans al contrari, la sortida de l'estat de naturalesa coincidirà amb la finalitat de l'Estat. D'aquí la tendència a considerar tot Estat una dictadura i a qualificar de rellevant només el problema de qui governa (burgesia o proletariat) i no el com.

### Definicions de tractadistes moderns
1. Jellinek: És una associació d'homes sedentaris dotada d'un poder de comandament originari.
2. Bluntschli: És la personificació d'un poble.
3. Spengler: L'estat és la història considerada sense moviment. La història és l'Estat pensat en el moviment d'influència.
4. Kelsen: L'Estat és l'àmbit d'aplicació del dret.
L'Estat és el dret com a activitat normativa.
El dret és l'Estat com una activitat normada.
"En l'Estat aconsegueix la seva personalitat jurídica."
5. Carré de Malberg: És la comunitat política amb un territori propi i que disposa d'una organització.
És la comunitat d'homes sobre un territori propi i organitzats en una potestat superior d'acció i coerció.
6. Adolfo Posada: Són els grups socials territorials amb poder suficient per mantenir-se independents.
7. Herman Heller: L'Estat és la connexió dels quefers socials. El poder de l'Estat és la unitat d'acció organitzada a l'interior i l'exterior. La sobirania és el poder d'ordenació territorial exclusiva i suprema.
8. Herman Heller: L'Estat és l'organització política sobirana de dominació territorial. És la connexió dels poders socials.
9. Groppali: És l'agrupació d'un poble que viu permanentment en un territori amb un poder de comandament suprem representat aquest al govern.
10. Max Weber: L'Estat és la coacció legítima i específica. És la força bruta legitimada com a "última ràtio", que manté el monopoli de la violència.
11. Definició ahistórica: Estat és la forma política suprema d'un poble.

## Origen i evolució del concepte d'Estat
En els Diàlegs de Plató, es narra l'estructura de l'Estat ideal, però és Maquiavel qui va introduir la paraula Estat en la seva cèlebre obra El príncep: usant el terme de la llengua italiana «Stato», evolució de la paraula «Status» de l'idioma llatí.
| «                        | Els Estats i sobiranies que han tingut i tenen autoritat sobre els homes, van ser i són, o repúbliques o principats. | » |
| — Maquiavel, El príncep. | |   |

Si bé pot considerar-se que el desig de manar és innat, l'ésser humà ha civilitzat l'instint de dominació, transformant-ho en l'autoritat. I ha creat l'Estat per legitimar-la.
Les societats humanes, des que es té notícia, s'han organitzat políticament. Tal organització pot cridar-se Estat, en tant i quan correspon a l'agregació de persones i territori entorn d'una autoritat, no sent, no obstant això, encertat entendre la noció d'estat com a única i permanent a través de la història.
D'una manera general, llavors, pot definir-se-li com l'organització en la qual conflueixen tres elements, l'autoritat, la població i el territori. Però, aquesta noció ambigua obliga a deixar constància que, si bé l'Estat ha existit des de l'antiguitat, només pot ser definit amb precisió tenint en compte el moment històric.
De l'estat de l'Antiguitat no és predicable la noció de legitimitat, puix que sorgia del fet que un determinat cap (rei, tirà, príncep) s'apoderés de cert territori, moltes vegades mal determinat, sense importar el sentiment de vinculació de la població, generalment invocant una investidura divina i comptant amb la lleialtat de caps i jefezuelos regionals. Així van ser els imperis de l'antiguitat, l'egipci i el persa, entre ells.
La civilització grega va aportar una nova noció d'estat. Atès que la forma d'organització política que la va caracteritzar corresponia a la ciutat, la polis, s'acordava a la població una participació vinculant, més enllà del sentiment religiós i sense poders senyorials intermedis. A més, estant cada ciutat dotada d'un petit territori, la seva defensa concernia a tots els ciutadans, que s'ocupaven del que avui es diu l'interès nacional.
En el règim feudal van prevaler els vincles d'ordre personal, desapareixent tant la delimitació estricta del territori com la noció d'interès general. El poder central era legítim però feble i els caps locals forts, al punt que aquests exercien atributs propis del príncep, com administrar justícia, recaptar impostos, encunyar moneda i reclutar exèrcits.
I, finalment, l'estat modern incorpora a la legitimitat, heretada del feudal, la noció de sobirania, un concepte revolucionari, tal com assenyala Jacques Huntzinger, qui atribueix el pas històric d'una societat desagregada i desmigajada, però cimentada en la religió, a una societat d'estats organitzats i independents uns d'uns altres.
Però, aquest estat modern, sorgit de l'aspiració dels reis a desembarassar-se dels llaços feudals i de la jerarquia eclesiàstica, l'estat ? nació, la unió d'un poder central, un territori i una població al voltant del concepte revolucionari de la sobirania, hauria de conèixer dues formes, dues definicions diferents, la primera, l'estat principesco i la segona, l'estat democràtic.
L'estat principesco, es va caracteritzar pel poder personal exercit uniformement sobre un territori estrictament delimitat. El príncep era el sobirà, amb atribucions internes i externes. Dins del seu territori, cobrava impostos i produïa lleis de caràcter general, aplicades coercitivament, mitjançant el monopoli de la força pública. Internacionalment, representava i obligava al seu Estat.
I l'estat democràtic, sorgit de les revolucions anglesa, nord-americana i francesa, va traslladar la sobirania del príncep a la nació. Els seus poders van ser assumits per organismes sorgits de consultes a la població, mitjançant regles de joc prèvia i clarament definides. I igual que en les polis gregues, el sentiment patriòtic es va desenvolupar i amb ell els de pertinença, civisme i interès nacional.
Aquesta és la forma d'organització política d'Occident, en l'anomenat primer món. Donat l'èxit econòmic d'aquestes nacions, semblés raonable afirmar que és digne d'imitar. Per això, els països perifèrics, els del tercer món, excepte alguns que mantenen l'estat principesco, es propaga la democràcia, amb major o menor rigor.
Sigui que es practiqui la democràcia o només s'adhereixi verbalment a ella, el procés històric descrit ha portat a l'extensió de l'estat - nació com a forma política. Els principis desenvolupats a Europa i Amèrica del Nord es van propagar amb la descolonització produïda durant el segle XX i així, tal com afirma Huntzinger, s'ha arribat a universalizar el model d'estat ? nació de tal manera que el planeta, ara, es troba poblat d'estats.?

## Conceptes similars
- No ha de confondre's amb el concepte de govern, que seria només la part generalment encarregada de dur a terme les funcions de l'Estat delegant en altres institucions les seves capacitats. El Govern també pot ser considerat com el conjunt de governants que, temporalment, exerceixen càrrecs durant un període limitat dins del conjunt de l'Estat.

- Tampoc equival totalment al concepte, de caràcter més ideològic, de "Nació", ja que es considera possible l'existència de nacions sense Estat i la possibilitat que diferents nacions o nacionalitats s'agrupin entorn d'un sol Estat. Comunament els Estats formen els denominats "Estat Nació" que engloben tots dos conceptes, sent habitual que cada nació posseeixi o reivindiqui el seu propi Estat.

Existeixen diferents formes d'organització d'un Estat, podent abastar des de concepcions "centralistes" a les "federalistes" o les "autonomistes", en les quals l'Estat permet a les federacions, regions o a altres organitzacions menors a l'Estat, l'exercici de competències que li són pròpies però formant un únic Estat, la qual cosa succeeix per exemple en Suïssa, Alemanya, EUA)

## Formació dels Estats i estatidad
(Nota: "estatidad" s'utilitza aquí com a equivalent a "estatalidad" o "estatalismo")

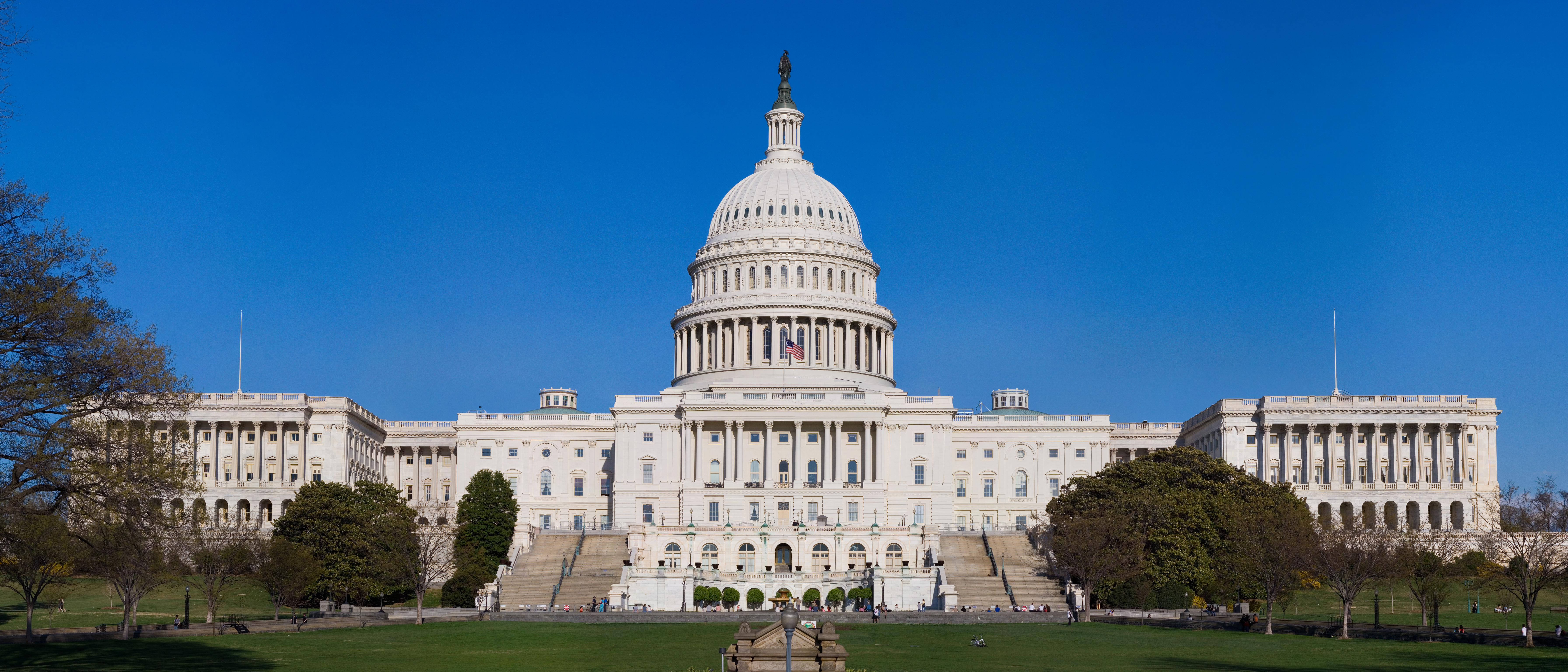
El Capitoli dels Estats Units.

No tots els Estats actuals van sorgir de la mateixa manera; tampoc van seguir d'una evolució, un camí inexorable i únic. Això és així perquè els Estats són construccions històriques de cada societat. En alguns casos van sorgir primerencament, com per exemple l'Estat Nacional anglès. En altres casos, ho van fer més tardanament, com l'Estat Nacional alemany.
Els Estats poden ser examinats dinàmicament usant el concepte de estatidad, aportat per Oscar Oszlak. Des d'aquest punt de vista, ells van adquirint amb el pas del temps certs atributs fins a convertir-se en organitzacions que compleixen la definició d'Estat.
Aquestes característiques d'estatidad enunciades en un ordre arbitrari, en el sentit que cada Estat pot adquirir aquestes característiques no necessàriament en la seqüència indicada, són les següents:
- Capacitat d'externalitzar el seu poder: és a dir, obtenir el reconeixement d'altres Estats.
- Capacitat d'institucionalitzar la seva autoritat: significa la creació d'organismes per imposar la coerció, com per exemple, les forces armades, escoles i tribunals.
- Capacitat de diferenciar el seu control: això és, comptar amb un conjunt d'institucions professionalitzades per a aplicacions específiques, entre les quals són importants aquelles que permeten la recaptació d'impostos i altres recursos de forma controlada.
- Capacitat d'internalizar una identitat col·lectiva: creant símbols generadors de pertinença i identificació comuna, diferenciant-la d'aquella d'un altre Estat, per exemple, tenint himne i bandera pròpia.

Així, tots els territoris travessen un llarg procés fins a aconseguir aquesta qualitat d'Estat ple. Que solament serà tal en la mesura que aquest Estat hagi aconseguit amb èxit tots aquests requisits. Requisits que són mínims i necessaris per parlar d'un veritable Estat Nacional.
Tot això fa que l'Estat sigui una de les més importants formes d'organització social al món. Ja que a cada país i en gran part de les societats es postula l'existència real o fictícia d'un Estat, encara que la creació d'uns supra-estatals com la Unió Europea, ha modificat el concepte tradicional d'Estat, car aquest delega gran part de les seves competències essencials en les superiors instàncies europees (econòmiques, fiscals, legislatives, defensa, diplomàcia, ...) minvant-se així la sobirania original dels Estats.
Altres grups socials que es consideren en l'actualitat com a Estats no són tals per tenir tan minvades les seves capacitats i funcions en favor d'altres formes d'organització social.

## Atributs de l'Estat que el distingeixen d'altres institucions
1. ↑  Cudworth et al., 2007: p. 1
2. ↑  Barrow, 1993: pp. 9–10
3. ↑  Cudworth et al., 2007: p. 95
4. ↑  Salmon, 2008: p. 54 Arxivat 15 May 2016[Date mismatch] a Wayback Machine.
5. ↑  Marek, Krystyna. Identity and Continuity of States in Public International Law.  Library Droz, 1954, p. 178. ISBN 978-2-600-04044-0.
6. ↑  Skinner, 1989
7. ↑  Bobbio, 1989: pp.57–58 Arxivat 30 April 2016[Date mismatch] a Wayback Machine.
8. ↑  C. D. Erhard, Betrachtungen über Leopolds des Weisen Gesetzgebung in Toscana, Richter, 1791, p. 30 Arxivat 19 January 2018[Date mismatch] a Wayback Machine..
Recognized as apocryphal in the early 19th century. Jean Etienne François Marignié, The king can do no wrong: Le roi ne peut jamais avoit tort, le roi ne peut mal faire, Le Normant, 1818 p. 12 Arxivat 19 January 2018[Date mismatch] a Wayback Machine.
9. ↑  Huntzinger, Jacques. Introduction aux relations internationales. París : Seuil, 1987

- Funcionaris estables i Burocràcia : vital per al seu funcionament administratiu i maneig eficaç de la seva Nació. És necessari que existeixi un cos de funcionaris que estigui abocat de ple a la tasca.

- Monopoli fiscal: és necessari que posseeixi el complet control de les rendes, impostos i altres ingressos, pel seu suport. Utilitza la seva Burocràcia per a aquest fi.

- Exèrcit permanent: requereix una institució armada que el protegeixi davant d'una amenaça estrangera, interna i es dediqui a formar defensa per a ell.

- Monopoli de la força legal: per poder ser un estat és necessari que estats moderns i contemporanis desenvolupin l'ús exclusiu i legítim del la força per poder assegurar l'ordre intern. És per això que el Poder Legislatiu crea lleis que són obligatòries, el Poder Executiu controla amb l'ús de mecanismes coactius el seu compliment i Poder Judicial les aplica i executa amb l'ús de la força, que és legítim.

El Poder mostra dues facetes diferents aquí en sentit estricte i legitimo en l'altra cara.
En el primer és conegut com a Poder estricte quan és al·ludit com en sentit de força coactiva, o sigui aplicació pura de la força legitima. Mentre que en el segon l'hi concep quan és fruit del reconeixement dels dominats. D'aquesta manera el poble reconeix com a autoritat una institució per excel·lència i li delega el seu poder.
- Sobirania: facultat de ser reconegut com la institució de major prestigi i poder en un territori determinat. Avui dia també es parla de sobirania en l'àmbit extern, és a dir internacional, quedant aquesta limitada al Dret Internacional, organismes internacionals i al reconeixement dels Estats del món

- Territori: Determina el límit geogràfic sobre el qual es desembolica l'Estat. És un dels factors que ho distingeix de Nació. Est ha d'estar delimitat clarament. Actualment el concepte no engloba una porció de terra, sinó que aconsegueix a doll, rius, llacs, espais aeris, etc.

- Població: és la societat sobre el qual s'exerceix dit poder compost d'institucions, que no són una altra cosa que el mateix estat que està present en molts aspectes de la vida social.

## Tipus i formes d'estats
Els estats poden ser classificats com a sobirans si no són dependents ni són sota cap altre poder o estat. D'altra banda, hi ha estats que són sota una sobirania o depenen d'una hegemonia externa, és a dir, la sobirania última resideix en un altre estat. Molts estats són estats federats que participen en una unió federal. L'estat federat és una comunitat territorial i constitucional que forma part d'una federació. Aquests estats es diferencien dels estats sobirans en que han transferit una part dels seus poders sobirans a un govern federal.
El dret internacional permet classificar dels estats segons la seva capacitat d'obrar en les relacions internacionals:
- Estats sobirans: són els estats amb plena capacitat d'obrar, és a dir, que poden exercir totes les seves capacitats com a estat sobirà i independent.[1] En aquest cas es troben gairebé tots els estats del món, i la gran majoria són membres de l'ONU.
- Estats amb limitacions de sobirania: són estats que tenen limitacions en la seva capacitat d'obrar per diferents motius. Dins d'aquesta tipologia podem trobar:
  - Estats neutrals: són aquells que s'abstenen de participar en conflictes internacionals. Aquesta neutralitat pot ser una neutralitat absoluta per disposició constitucional, com en el cas de Suïssa i també el de Suècia entre 1807 i 1993 quan va mantenir una neutralitat absoluta en assumptes internacionals. Però també hi ha estats neutralitzats, es tracta d'una neutralitat imposada per un tractat internacional, una disposició constitucional imposada o per sanció internacional, va ser el cas d'Àustria, que en 1956, després de la retirada de les forces ocupants de França, Regne Unit, Estats Units i la Unió Soviètica, van redactar una constitució on es va disposar que Àustria havia de ser neutral respecte a les quatre potències signants.
  - Estats sobirans que renuncien a exercir les seves competències internacionals i són dependents en matèries de relacions internacionals. Sol ser el cas de microestats que cedeixen les relacions internacionals a un tercer estat, bé circumdant, bé amb els quals mantingui bones relacions. És el cas de San Marino, que encomana les relacions internacionals a Itàlia; el de Liechtenstein, que les cedeix a Suïssa, o el de Mònaco a França.
- Estats lliures associats: es tracta d'un estat independent però en el qual un altre estat assumeix una part de les seves competències exteriors i d'altres matèries com la defensa, l'economia o la representació diplomàtica i consular. És el cas de Puerto Rico respecte als Estats Units.
- Estats fideïcomissaris: són una espècie d'estat tutelat d'una forma semblant al que foren els mandats i els protectorats de la Societat de Nacions que protegia o assumia la tutela d'un estat com a mesura cautelar o transitòria en temps de crisi. L'estat fideïcomissari és un territori sobre el que s'estableix un fideïcomís o tutela encarregant l'administració a un estat fiduciari sota la supervisió del Consell Fideïcomitent de les Nacions Unides. Va ser el cas dels Estats Federats de Micronèsia, tutelats pels Estats Units fins al 1986 o el de Papua Nova Guinea que va ser administrada per Austràlia fins a l'any 1975.
- Estats sobirans no reconeguts internacionalment: són estats sobirans i independents però que, en no ser reconeguts per cap altre estat, tenen molt limitada la seva capacitat d'obrar. La manca de reconeixement pot ser deguda a una sanció internacional, a pressions d'un tercer estat (és el cas de Taiwan que no és reconegut per evitar enfrontaments amb la República Popular Xina, encara que manté una gran activitat internacional i fins a 2019, també el de l'oposició grega al reconeixement de la República de Macedònia, avui Macedònia del Nord) o per desinterès (és el cas de Somalilàndia). Un altre cas van ser els bantustans entre el 1940 i el 1994, únicament reconeguts per Sud-àfrica i rebutjats per la resta de la comunitat internacional.

### Estats i nacions-estats
Els estats no són necessàriament assimilables a nacions, el terme estat es refereix a una entitat política mentre que el terme nació fa referència a un col·lectiu humà que es considera en possessió d'una identitat comuna basant-se en la llengua, la cultura, la història, l'ascendència o l'ètnia. Tanmateix, moltes nacions acaben per dotar-se d'institucions polítiques pròpies fins a constituir-se en estats.

## Teories del funcionament de l'estat
La majoria de les teories polítiques de l'estat es poden classificar en dues categories. El primer grup és el de les teories «liberals» o «conservadores», que donen el capitalisme per descomptat i estudien el funcionament de l'estat al si d'una societat capitalista. Aquestes teories tendeixen a veure l'estat com una entitat neutral distinta de la societat i l'economia. El segon grup és el de les teories marxistes, que consideren que la política i les relacions econòmiques estan íntimament relacionades, i es concentren en la relació entre el poder econòmic i el poder polític. Veuen l'estat com un instrument partisà que es preocupa principalment de servir els interessos de la classe alta.

## Crítica a l'Estat

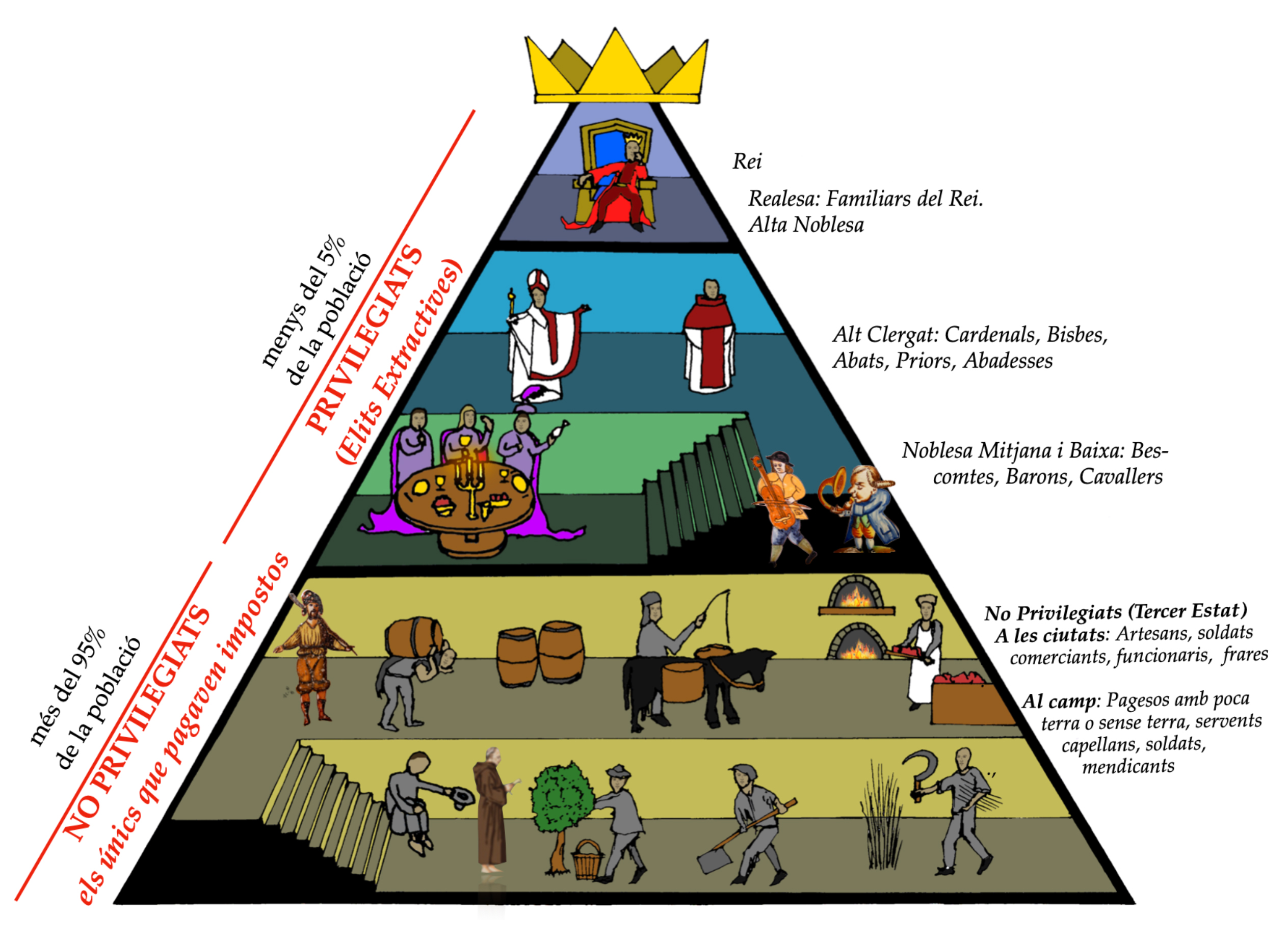
La Piràmide de la Societat Estamental representa la rigidesa social de l'Edat Mitjana, on el clergat i la noblesa ocupaven els estrats superiors i el tercer estat, conformat per pagesos i comerciants, se situava a la base amb pocs drets i escassa mobilitat social.

L'Estat és un dels pocs éssers institucionals que sobreviuen sense una evolució important en la seva estructura i funcionament, amb excepció del seu creixement. L'Estat modern va ser creat amb la revolució industrial, però el món i la dinàmica de la societat ha canviat molt des del segle xix al segle xxi. Per exemple, mentre les empresas modernes, que van ser creades durant la revolució industrial, canvien àgilment la seva dinàmica cada vegada que el mercat ho demanda, els Estats no canvien les seves lleis de la mateixa forma en què la societat ho demanda (vegeu: càlcul econòmic).
L'enfocament crític difereix a més entre l'institucionalisme i el classisme com a factor determinant de la naturalesa de l'Estat. Algunes concepcions com l'anarquisme consideren convenient la total desaparició dels Estats, en favor de l'exercici sobirà de la llibertat individual a través d'associacions i organitzacions lliures. Altres concepcions accepten l'existència de l'Estat, amb major o menor autoritat o potestat, però difereixen quan com hagués de ser la seva forma d'organització i l'abast de les seves facultats: 

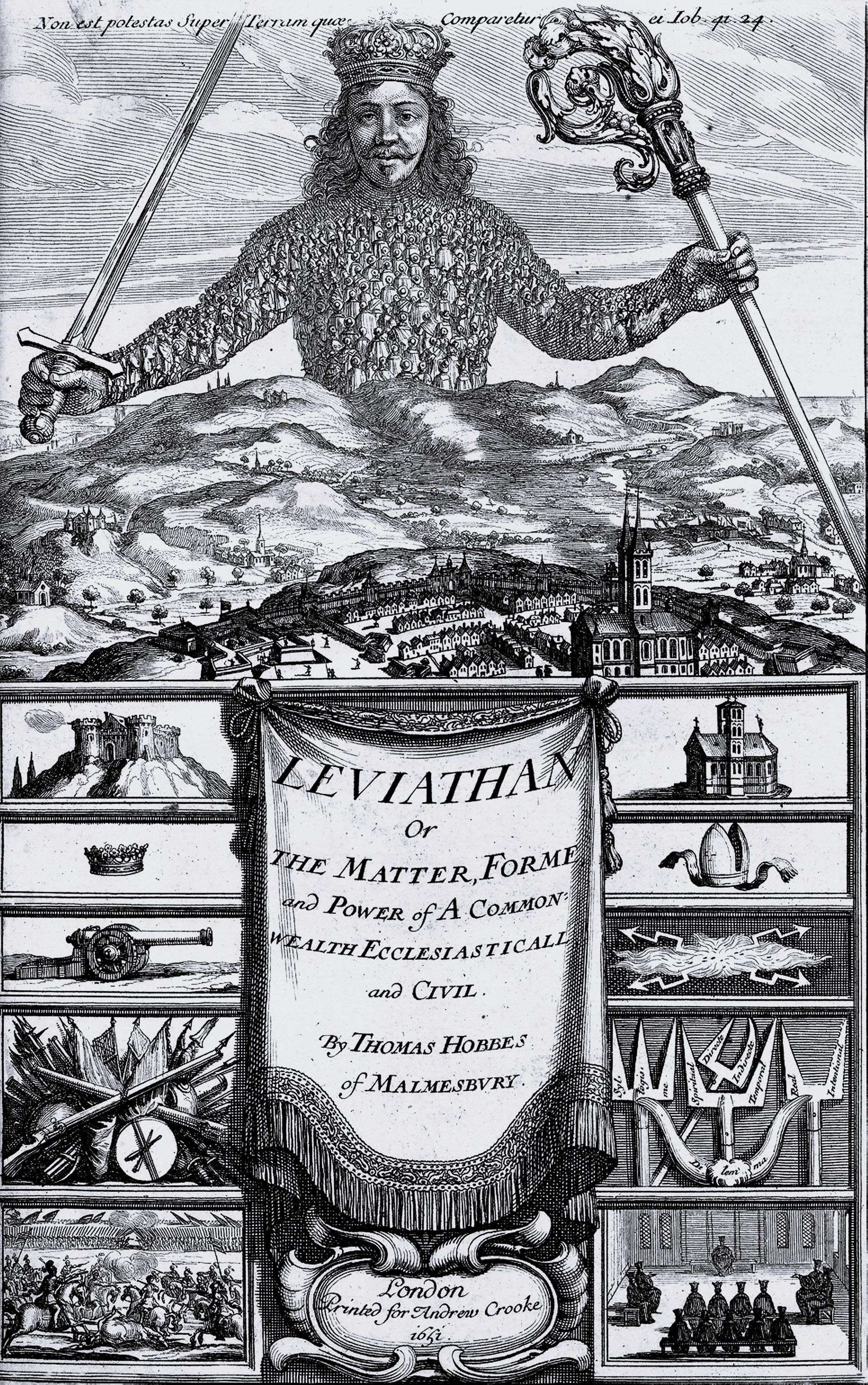
Portada del llibre Leviathan del filòsof Thomas Hobbes, qui defensava l'estat governat per la monarquia absoluta com la millor forma possible de govern per evitar la barbàrie de la guerra civil

Per Estat es pot entendre l'estructura de poder que pretén tenir el monopoli de l'ús de la força sobre el territori i la seva població, i que és reconegut com a tal pels Estats veïns. Els elements més evidents del poder de l'Estat són: El control de fronteres. La recaptació d'impostos. L'emissió de moneda. Un cos de policia i un exèrcit de bandera comuna. Un sistema burocràtic administrat per treballadors funcionaris.

### Anarquisme
L'anarquisme sosté que l'Estat és l'estructura de poder que pretén tenir el monopoli de l'ús de la força sobre un territori i la seva població, i que és reconegut com a tal pels estats veïns. Els elements més aparents que assenyalen del poder de l'estat són:
- el control de fronteres
- la recaptació d'impostos
- l'emissió de moneda
- Un cos de policia i un exèrcit de bandera comuna
- Un sistema burocràtic administrat per treballadors funcionaris

Se li critica la falsa ostentació de la seguretat, defensa, protecció social i justícia de la població; exercint en realitat un govern obligatori i violentando la sobirania individual i la no coacció. Els anarquistes assenyalen que l'Estat és una institució repressora per mantenir un ordre econòmic i de poder concret vinculat al poder públic. Li atribueixen a l'Estat bona part dels mals que afligeixen a la humanitat contemporània com la pobresa, crisis econòmiques, les guerres, la injustícia social, etc.

### Marxisme
Per la seva banda els marxistes afirmen que qualsevol Estat té un caràcter de classe, i que no és més que l'aparell armat i administratiu que exerceix els interessos de la classe social dominant. Per tant, aspiren a la conquesta del poder polític per part de la classe treballadora, la destrucció de l'Estat burgès i la construcció d'un necessari Estat obrer com a pas de transició cap al socialisme i el comunisme, una societat on a llarg termini no haurà Estat per haver-se superat les contradiccions i lluites entre les classes socials. Es discuteix sobre la viabilitat de l'eliminació de les condicions de l'existència burgesa, suposat per al pas de la societat alienada a la comunista.

### Liberalisme
Des del liberalisme s'advoca per la reducció del paper de l'Estat al mínim necessari (Estat mínim), des d'un sentit civil per al respecte de les llibertats bàsiques, és a dir l'Estat hauria d'encarregar-se de la seguretat (exèrcit i policia per garantir les llibertats ciutadanes) i de la justícia (poder judicial independent del poder polític). En cap cas l'Estat ha de servir per exercir la coacció de llevar a uns individus per donar a uns altres, i han de ser els agents privats els que regulin el mercat a través del sistema de preus, assignant a cada cosa el valor que realment té.
Bastiat va exposar dues formes possibles d'entendre l'Estat: Un estat que fa molt però ha de prendre molt, o bé un estat que fa poc però també pren poc dels seus ciutadans. La tercera possibilitat d'un estat que fa molt pels seus ciutadans però els demana poc a canvi (tercera via) és, segons Bastiat, una invenció d'alguns polítics irresponsables.

#### Integrisme
Les ideologies integristes defensen la concepció de l'Estat supeditada a la religió que professen.

## La "Raó d'Estat"
En defensa del ben comú de la totalitat de la població que engloba l'Estat o de la pervivència d'aquest, s'utilitza freqüentment la trucada "Raó d'Estat", terme encunyat per Nicolás Maquiavel, per la qual aquest Estat, perjudica o afecta d'una o una altra forma a persones o grups de persones, en pro de la resta d'individus que ho conformen, generalment obviant les mateixes normes legals o morals que ho regeixen. Tal és l'argument esgrimit, per exemple, en certs assassinats selectius o en certs casos de "Terrorisme d'Estat". Assumir i actuar d'acord amb els interessos propis de l'estat (per exemple, de la seva pervivència o enfortiment) s'anomena sovint "Raó d'estat".

## Estats del món
Hi ha 206 estats sobirans al món. Entre aquests, n'hi ha 194 que gaudeixen d'un ampli reconeixement internacional, els 193 estats membres de l'Organització de les Nacions Unides (ONU) i la Ciutat del Vaticà. A més hi ha 12 estats que tot i no tenir un reconeixement internacional general ni ser membres de les Nacions Unides, poden ser considerats com a estats sobirans segons la Convenció de Montevideo: Abkhàzia, Alt Karabakh, Illes Cook, Kosovo, Niue, Ossètia del Sud, Palestina, República Àrab Sahrauí Democràtica, República Turca de Xipre del Nord, República de la Xina i Somalilàndia.